# François Claude Charles Sourdon Dumesnil
Pour les articles homonymes, voir Dumesnil.
François Claude Charles Sourdon Dumesnil (ou Sourdon du Mesnil), est un maître écrivain français du XVIIIe siècle. Il exerce la charge de maître à écrire des Enfants de France.

## Biographie
Né en 1715, il est le fils de Claude Pierre Sourdon sieur du Mesnil et de Marie Catherine Gilbert. Il est aussi le frère de Charles François, Louis Hippolyte, Alexandre Joseph et Françoise Claire Catherine Sourdon du Mesnil.
Il épouse la fille de Pierre Charles Gilbert, dont il reçoit du Roi la survivance de la charge de maître à écrire des Enfants de France (1737),. Il meurt en 1783.
On trouve de nombreuses alliances entre les familles Sourdon, Gilbert et Marchais, ce qui explique la transmission de charges.

## Œuvres
- Il est l'auteur de la calligraphie du lectionnaire et de l'évangéliaire, datés de 1760, conservés au trésor de la cathédrale de Versailles[3],[4].
- La vérité crucifiée par la bulle Unigenitus de Clément XI, donnée aux cris meurtriers Crucifige, Crucifige des Jésuites, à Rome, le vin septembre MDCCXIII. Écrit, fait et signé à Versailles, le six novembre mil sept cent soixante dix-neuf, par F. C. C. Sourdon Du Mesnil (Écrit à Versailles, le 6 novembre 1779). Manuscrit 203 de la bibliothèque du château de Chantilly[5].
- Un portrait, dans la collection de M. Fossé Darcosse (n° 378 du catalogue).